# Pilatus PC-12
Die Pilatus PC-12 ist ein einmotoriges Turboprop-Mehrzweckflugzeug des schweizerischen Flugzeugherstellers Pilatus Aircraft mit Druckkabine.

## Geschichte
Die Entwicklung der PC-12 startete 1987. Ziel war eine Einsatzfähigkeit auch von unbefestigten Pisten oder Grasflächen. Durch die hohe Zuverlässigkeit der verwendeten Turbine war man überzeugt, dass ein Triebwerk genügt, was zu wesentlich geringeren Betriebskosten führte. Der erste Prototyp flog nach einer kurzen Entwicklungsphase am 31. Mai 1991 und die Musterzulassung durch die Schweizer Behörden erfolgte am 30. März 1994, die Zulassung durch die amerikanische Federal Aviation Administration folgte am 15. Juni 1994.
1994 und 1995 konnten bereits 20 Flugzeuge gefertigt werden, mit der Auslieferung der Seriennummer 129 im Dezember 1995 durfte das Flugzeug erstmals in vorhergesagten Vereisungsbedingungen (englisch Known Icing Conditions) geflogen werden. Im Juni 1996 wurde die maximale Startmasse von 4100 auf 4500 kg erhöht (PC-12/45), die am 14. Dezember 2005 nochmals auf 4700 kg angehoben wurde (PC-12/47). Die letzte PC-12 bzw. PC-12/45 und -/47 wurde mit der Seriennummer 864 im Juni 2008 ausgeliefert.
Bereits im April 2008 wurde die erste PC-12NG (auch als PC-12/47E bezeichnet) hergestellt. Diese Weiterentwicklung beinhaltete zunächst den Einbau einer leistungsgesteigerten Propellerturbine vom Typ PT6A-67P, was vor allem während des Steig- und Reiseflugs zum Tragen kommt und in einer grösseren Steigrate und höheren Endgeschwindigkeit resultiert. Daneben wurde das klassische Cockpit mit nur teilweise digitalen Anzeigen auf das Honeywell APEX und damit ein reines Glascockpit umgestellt. Um die Ausfallsicherheit des elektrischen Systems zu erhöhen, wurde ein zweiter Generator verbaut.
Weitere kleinere Verbesserungen umfassten ab Januar 2014 unter anderem Landescheinwerfer mit LEDs und einen Cockpit Voice Recorder. Im November 2011 wurde die 1100ste Maschine (Seriennummer 1312) und im Februar 2015 das 1300ste Exemplar ausgeliefert. Im Mai desselben Jahres erreichte die gesamte PC-12-Flotte eine Summe von 5 Millionen Flugstunden. 2019 erfolgte mit der PC-12 NGX weitere kleinere Verbesserungen.
Im Mai 2023 konnte Pilatus die 2000. Maschine an ihren langjährigen Kunden PlaneSense übergeben, alle PC-12 zusammen hatten bereits über zehn Millionen Flugstunden erreicht. Im ganzen Jahr 2023 wurden 101 Stück ausgeliefert, im 2024 weitere 96 Flugzeuge.

## Konstruktion
Aus aerodynamischen Überlegungen wählte man ein T-Leitwerk, da es ermöglicht, den Downwash des Triebwerks und der Klappen vom Höhenleitwerk fernzuhalten. Dadurch werden Trimmungsänderungen bei wechselnder Leistung verringert, und das Leitwerk konnte insgesamt kleiner ausgeführt werden. Zudem gestattet es eine risikofreiere Be- und Entladung über die Heck-Frachttür. Um auch Flugplätze mit kurzen Start- und Landebahnen bedienen zu können, wurden Fowlerklappen vorgesehen, die über 67 % der Spannweite reichen.
Durch die für diese Flugzeugklasse ungewöhnlich grosse Frachttür (1,40 m breit und 1,32 m hoch) auf der linken Rumpfseite können auch sperrige Güter eingeladen werden.
Die Leistungsabgabe des Triebwerks wurde bereits beim Prototyp bis zur aktuell angebotenen Version NG auf 1200 shp begrenzt («flat-rated»); damit kann der Leistungsverlust bei Starts bei hohen Temperaturen oder grossen Höhen («Hot and high»)kompensiert werden.

## Varianten

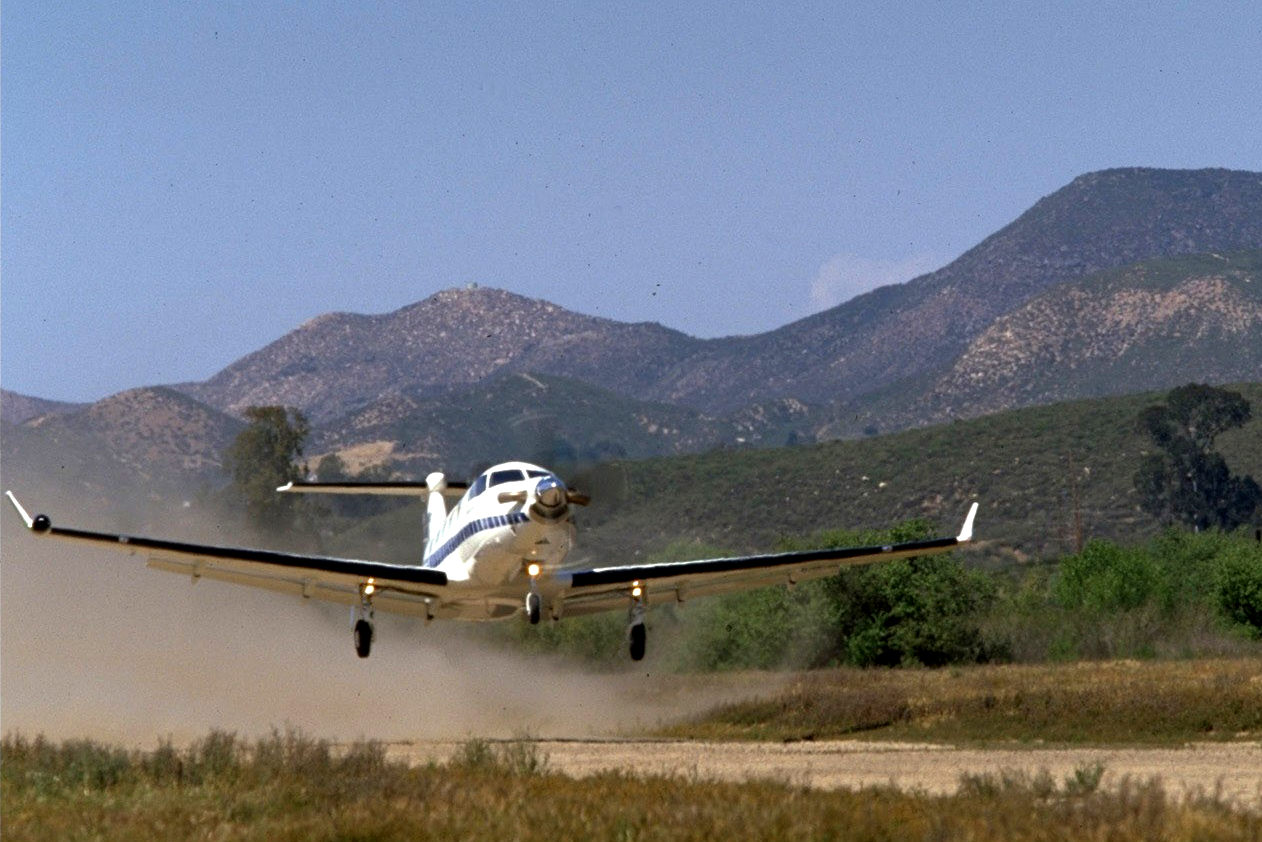
U-28A beim Start von einer unbefestigten Piste

Das Flugzeug wird genutzt als Geschäftsflugzeug mit sechs Sitzplätzen, als kombiniertes Fracht- und Passagierflugzeug mit vier bis acht herausnehmbaren Sitzen und einem Frachtraum, der beispielsweise Motorräder der Passagiere aufnehmen kann, als reines Frachtflugzeug, als Linienflugzeug mit neun Sitzen, als Spezialversion mit spezifischer Ausstattung beispielsweise für wissenschaftliche oder behördliche Zwecke oder als Ambulanzflugzeug mit Platz für zwei Patienten und drei medizinische Betreuer. Die PC-12 verfügt zum Erkennen von Schlechtwettergebieten wie Gewittern über ein Wetterradar am rechten Flügelende.

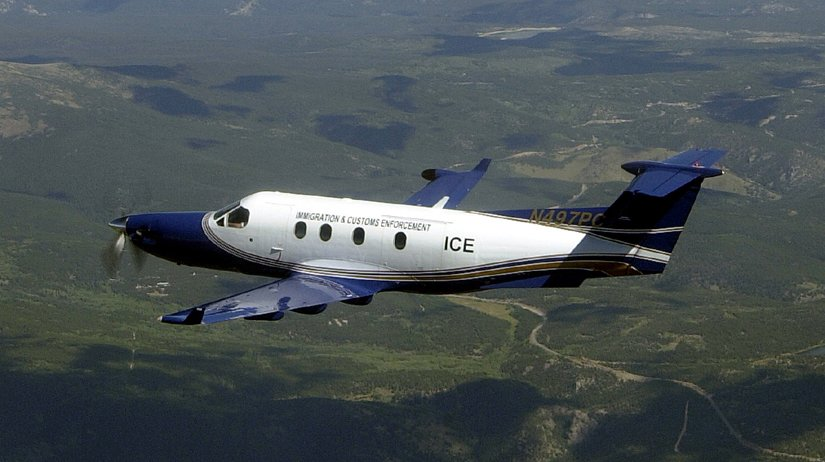
Pilatus PC-12 der US-amerikanischen Einwanderungsbehörde

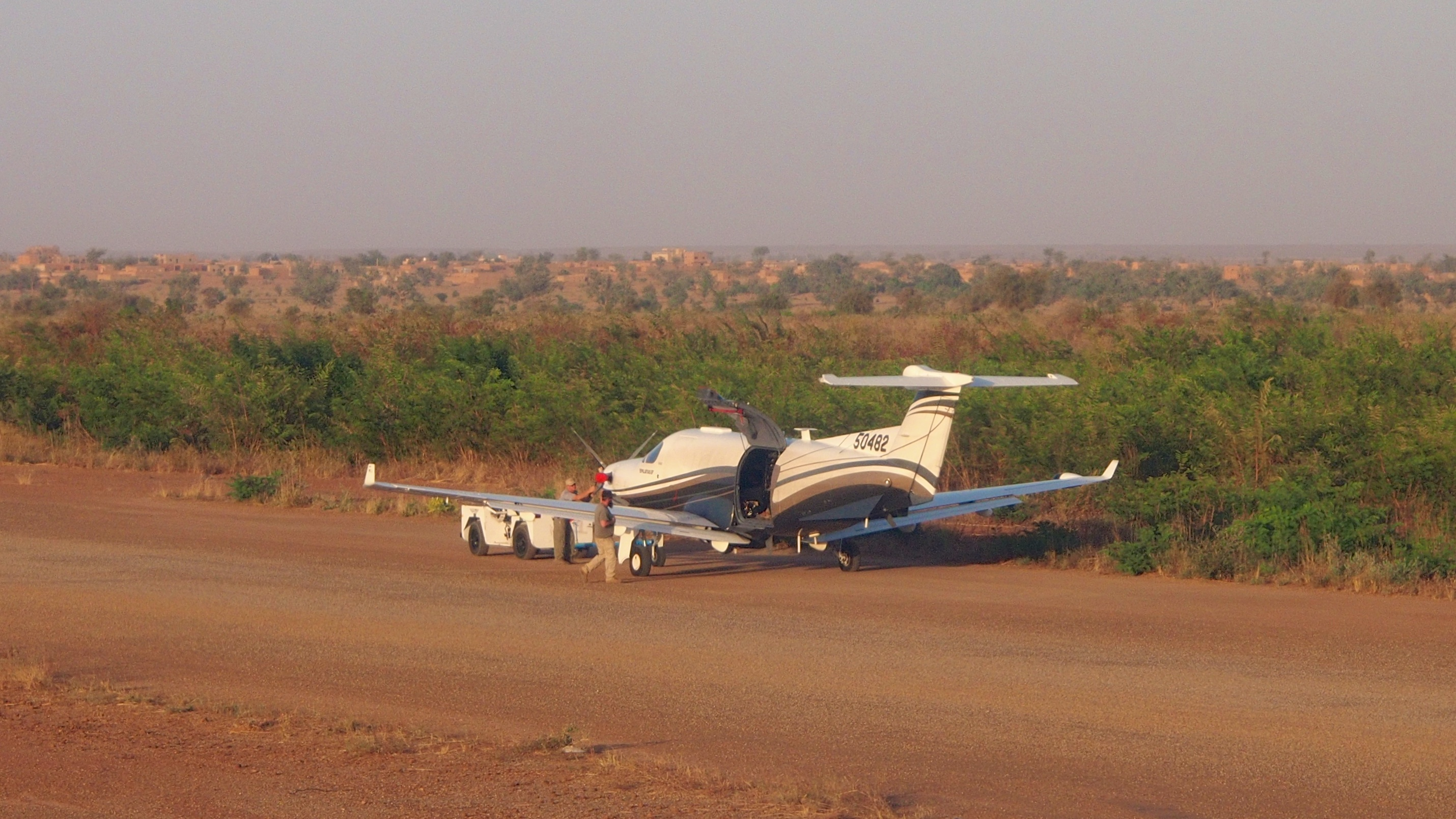
U-28A auf dem Flughafen Niamey im Niger, Frachtversion, Flügeltür hinten links geöffnet

Die PC-12 wurde Ende 2006 in folgenden Varianten angeboten:
- PC-12/41: Basisvariante, wurde 1994 zertifiziert und ist mit einer Pratt-&-Whitney-Canada-PT6A-67B-Turbine ausgerüstet; wurden zumeist dem PC-12/45-Standard angepasst
- PC-12/45: Zertifizierung der Variante mit einer gesteigerten Abflugmasse von maximal 4500 kg (1996)
- PC-12/47: erneut modifizierte Variante mit einer gesteigerten Abflugmasse von maximal 4740 kg (2005)
- PC-12/47E (PC-12 NG): mit neuer Turbine, neuem Cockpit, überarbeiteten Winglets (2008)
- PC-12NGX: mit neuer PT6E-67XP-Turbine, verbesserter Avionik inklusive EPECS System, vergrösserten Fenstern und Winglets, erhöhter Reisegeschwindigkeit von 537 km/h (2019)[9]
- PC-12/47G (PC-12 PRO): Modernisierte Variante mit neuem integrierten Glascockpit von Garmin, welches von 3 grossen Primary Display Units (PDUs) und zwei kleineren Secondary Display Units (SDUs) der Garmin G3000 Prime Avioniksuite dominiert wird. Die Steuerhörner wurden analog dem PC-24 übernommen, eine Funktion für automatische Notlandungen von Garmin für Notfälle eingebaut und das Direct Vision (DV) Window im seitlichen Cockpitfenster auf der Seite des Piloten entfernt (2025).

Daneben existieren als Ableitungen der oben genannten Versionen noch folgende militärische Bezeichnungen:
- PC-12M «Spectre»: Diese Variante für paramilitärische Spezialeinsätze wird hauptsächlich in den USA unter der Bezeichnung „Eagle“ vermarktet.
- U-28A «Draco»:[10] Diese Variante für Spezialeinsätze des Air Force Special Operations Command wird von der US-Luftwaffe betrieben und ist in Florida auf dem Militärflugplatz Hurlburt Field stationiert.[11]

## Nutzer

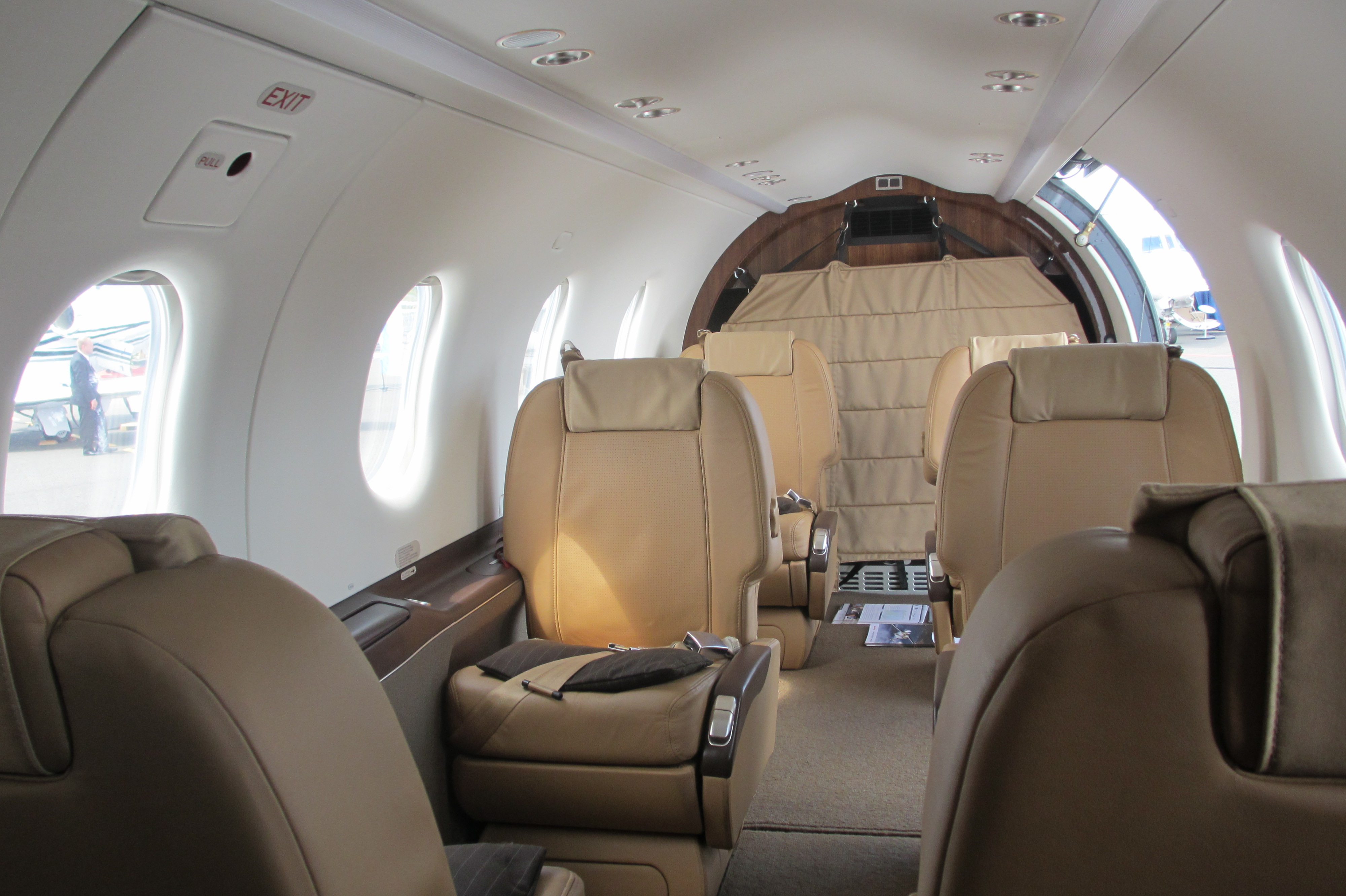
Kabine einer Pilatus PC-12

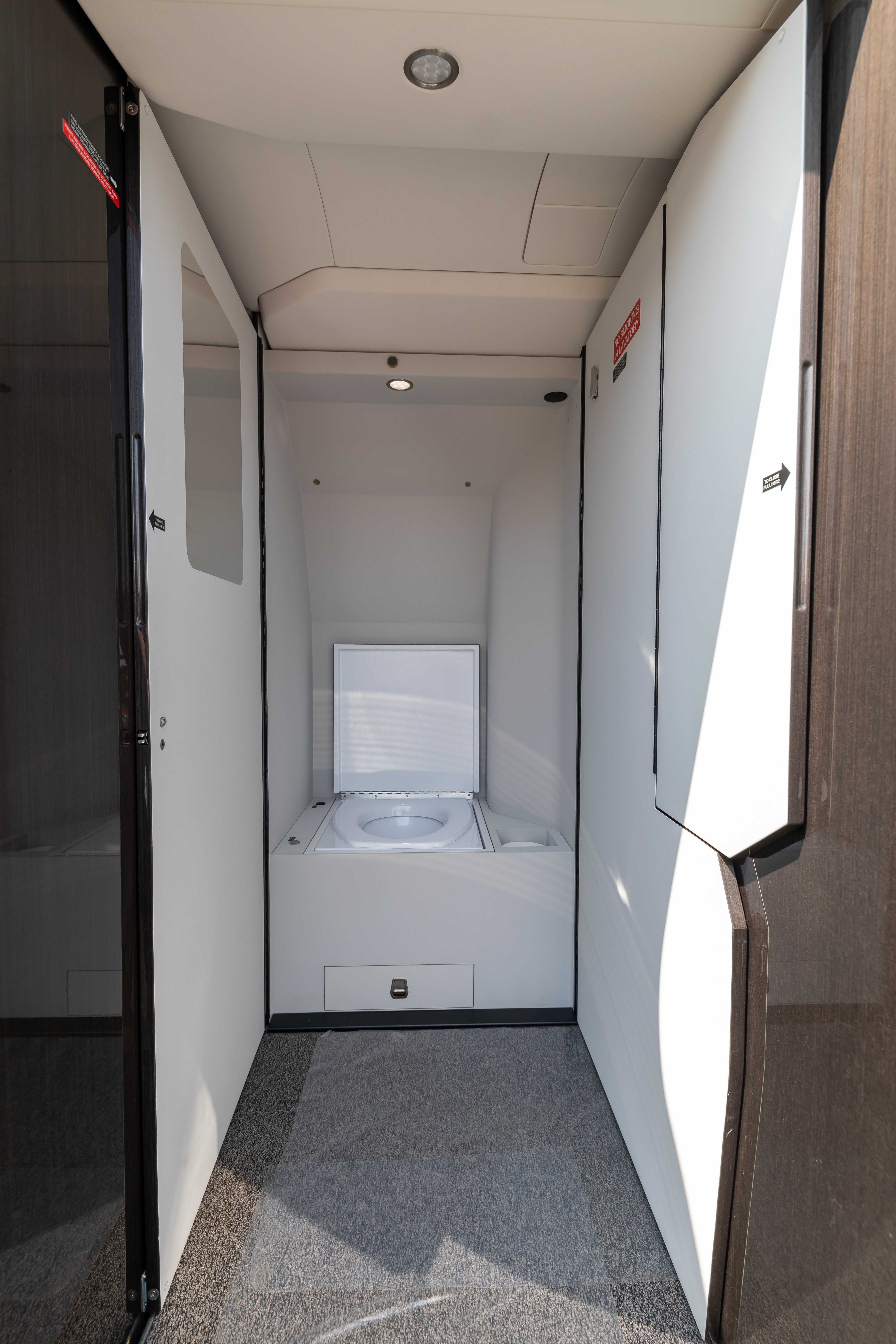
Der Eingangsbereich lässt sich abtrennen und dient so auch als Toilettenkabine

### Zivil
- Australien: 32 Royal Flying Doctor Service of Australia, Erstkunde[12]
- Niederlande: ASL Private Jet Services Privat Charter und Ambulanzflüge[13]
- Russland: 18 Dexter Air Taxi Charter/Airline
- Schweiz: 1 Bundesamt für Zivilluftfahrt[14]
- Südafrika: 8 Comair Flight Services Charter[15]
- Vereinigte Staaten: 9 Air Bravo Ambulanzflüge und Charter[16]
- Vereinigte Staaten: 27 Boutique Air Regionalluftverkehr
- Vereinigte Staaten: 3 + 65 bestellt Surf Air Charter[17]
- Vereinigte Staaten: 43 (2023) PlaneSense Privat Charter[18]
- Kanada: 1 Harbour Air Charterfluggesellschaft[19]

### Militärisch
- Afghanistan: 23 für die Afghanische Nationalarmee (davon 5 SIGINT-Versionen)[20]
- Bulgarien: 1 für Transportflüge[21]
- Deutschland: 1 PC-12NGX[22]
- Finnland: 6 PC-12NG[23]
- Südafrika: 1 für VIP-Transporte[24]
- Vereinigte Staaten: 28 PC-12/47s als U-28A Draco beim 5th, 34th, 318th und 319th Special Operations Squadron des Air Force Special Operations Command der US Air Force für Einsätze mit den Green Berets der Armee und den US Navy Seals. Sie sind unter anderem mit elektro-optischen Sensoren und taktischen Kommunikationsmitteln ausgestattet.[25] Bei der internationalen Evakuierungsmission im August 2021 in Kabul waren zwei U-28 Draco mit drei Crews im Einsatz, um die Umgebung des Flughafens und der US-Botschaft mit ihren Sensoren zu überwachen.[26][27]
- Schweiz: 1 für Transport- und Test-/Kalibrierungsflüge[28][29]
- Irland: 3 PC-12NG «Spectre» (2 per 2019, 1 im Jahr 2020)[30]

## Auslieferungen
Im Jahr 2013 wurden 65 Exemplare und 2014 insgesamt 66 Exemplare der PC-12 ausgeliefert. Im Jahr 2020 lieferte Pilatus 82 Exemplare des Typs PC-12 aus. Ende April 2021 konnte der 1800. PC-12 mit Seriennummer 2070 an Alán Aguirre übergeben werden. Er ist Eigentümer von Divine Flavor LLC, einem US-Unternehmen mit Sitz in Nogales, Arizona, welches auch Gewächshäuser und Weinberge in Mexiko besitzt.

## Zwischenfälle
Von 1998 bis zum November 2018 vermerkte Aviation Safety Network 19 Totalschäden von Maschinen des Typs PC-12. Bei 14 davon kamen 56 Menschen ums Leben. Bei weiteren 5 Unfällen wurde das Flugzeug nicht zerstört, es kam jedoch zu 26 Todesfällen.
- Am 22. März 2009 stürzte eine PC-12 beim Landeanflug auf den ausserplanmässig angesteuerten Flughafen in Butte in Montana in den USA ab. Alle 14 Insassen, darunter sieben Kinder, starben.[35] Das NTSB nimmt an, dass Eisbildung im Kraftstoffsystem zu dem Unfall führte.[36]
- Am 16. Oktober 2009 zerschellte eine PC-12 im niederländischen Weert unmittelbar vor einem landwirtschaftlichen Anwesen und ging sofort in Flammen auf. Die Maschine befand sich auf dem Flug vom niederländischen Kempen nach Frankfurt am Main. Beide Insassen kamen dabei ums Leben.[37] Der Onderzoeksraad voor Veiligheid (OVV) gab in seinem Abschlussbericht räumliche Desorientierung an, als mögliche Faktoren werden der deaktivierte Autopilot, die daraus resultierende Arbeitsbelastung und die mangelnde Ausbildung und Erfahrung des Piloten angegeben.[38][39]
- Am 25. Mai 2011 stürzte ein Ambulanzflugzeug vom Typ Pilatus PC-12 mit der Registrierung VT-ACF auf ein Haus in der Stadt Faridabad nahe Delhi. Dabei wurden alle sieben Insassen der Maschine und drei Bewohner des Hauses getötet.[40] Weitere vier erlitten Verletzungen.[41]
- Am Abend des 18. Februar 2012 stürzte eine U-28A auf einem Flug für das 319th Special Operations Squadron in der Nähe des US-Stützpunktes Camp Lemonnier in Dschibuti ab. Alle vier Insassen kamen ums Leben. Als Unfallursache wird räumliche Desorientierung angegeben.[42]
- Am 8. Juni 2012 stürzte eine PC-12/47 in Florida ab, alle sechs Insassen kamen dabei ums Leben. Das Flugzeug war auf dem Rückweg von den Bahamas nach Kansas und hatte kurz vor dem Absturz Halt in Fort Pierce in Florida gemacht. Laut NTSB betrug die letzte aufgezeichnete Flughöhe etwa 25.000 Fuss. Nicht abschliessend geklärt ist bisher, ob die Maschine durch ein Gewitter zum Absturz gebracht wurde.[43]
- Am 24. August 2012 stürzte eine PC-12 auf dem Flug von Antwerpen nach Saanen im französischen Jura bei Solemont in einen Wald. Alle vier Insassen kamen ums Leben. Nachdem der Pilot unter Vereisungsbedingungen die Kontrolle über das Flugzeug verloren hatte, kam es zu einem Strukturversagen der rechten Tragfläche. Mangels eines Flugdatenschreibers war die genaue Ursache des Kontrollverlustes nicht festzustellen.[44]
- Kurz nach dem Start vom Flughafen Chamberlain im US-Bundesstaat South Dakota stürzte am 30. November 2019 eine PC-12 bei schlechten Witterungsbedingungen ab. Neun Menschen, darunter der Pilot, kamen ums Leben, drei weitere wurden verletzt.[45][46]
- Am 23. April 2020 stürzte die PC-12 mit der Registrierung N477SS auf freiem Feld nahe Mesquite in Texas ab, nachdem es zu Leistungsverlusten beim Motor kam und das Flugzeug in einen Strömungsabriss gebracht wurde. Der Pilot konnte das Flugzeug verlassen und wurde im Krankenhaus behandelt. Bei der Landung wurden beide Tragflächen abgerissen.
- Eine private PC-12 startete am 3. Oktober 2021 vom Mailänder Flughafen Linate mit Ziel Sardinien. Wenige Minuten später stürzte die brennende Maschine in San Donato Milanese im Süden Mailands auf ein in Renovierung befindliches Bürogebäude. Alle acht Insassen starben.[47] Pilot war der rumänische Bauunternehmer Dan Petrescu, unter den Toten seine Frau und ein Sohn.[48]
- Am 13. Februar 2022 stürzte eine PC-12 vor der Küste von North Carolina ins Meer. Alle 8 Insassen kamen dabei ums Leben. Das Privatflugzeug war auf dem Rückweg von einem Jagdausflug.[49]
- Am 24. Februar 2023 stürzte eine PC-12 eines privaten Dienstleisters für Krankentransporte in den Bergen im US-Bundesstaat Nevada ab. Alle 5 Insassen kamen dabei ums Leben. Neben dem Patienten und seiner Begleitperson, starben Pilot, ein Sanitäter und eine Krankenschwester.[50]
- Am 26. Juli 2024 stürzte eine PC-12 nördlich von Gillette, Wyoming ab. Alle 7 Insassen wurden beim Absturz getötet.[51]

## Technische Daten
| Kenngrösse                | Daten der Pilatus PC-12/47E                                                 |
| ------------------------- | --------------------------------------------------------------------------- |
| Typ                       | einmotoriges Mehrzweckflugzeug mit Druckkabine                              |
| Besatzung                 | 1–2                                                                         |
| Passagiere                | bis zu 9                                                                    |
| Länge                     | 14,40 m                                                                     |
| Spannweite                | 16,28 m                                                                     |
| Höhe                      | 4,26 m                                                                      |

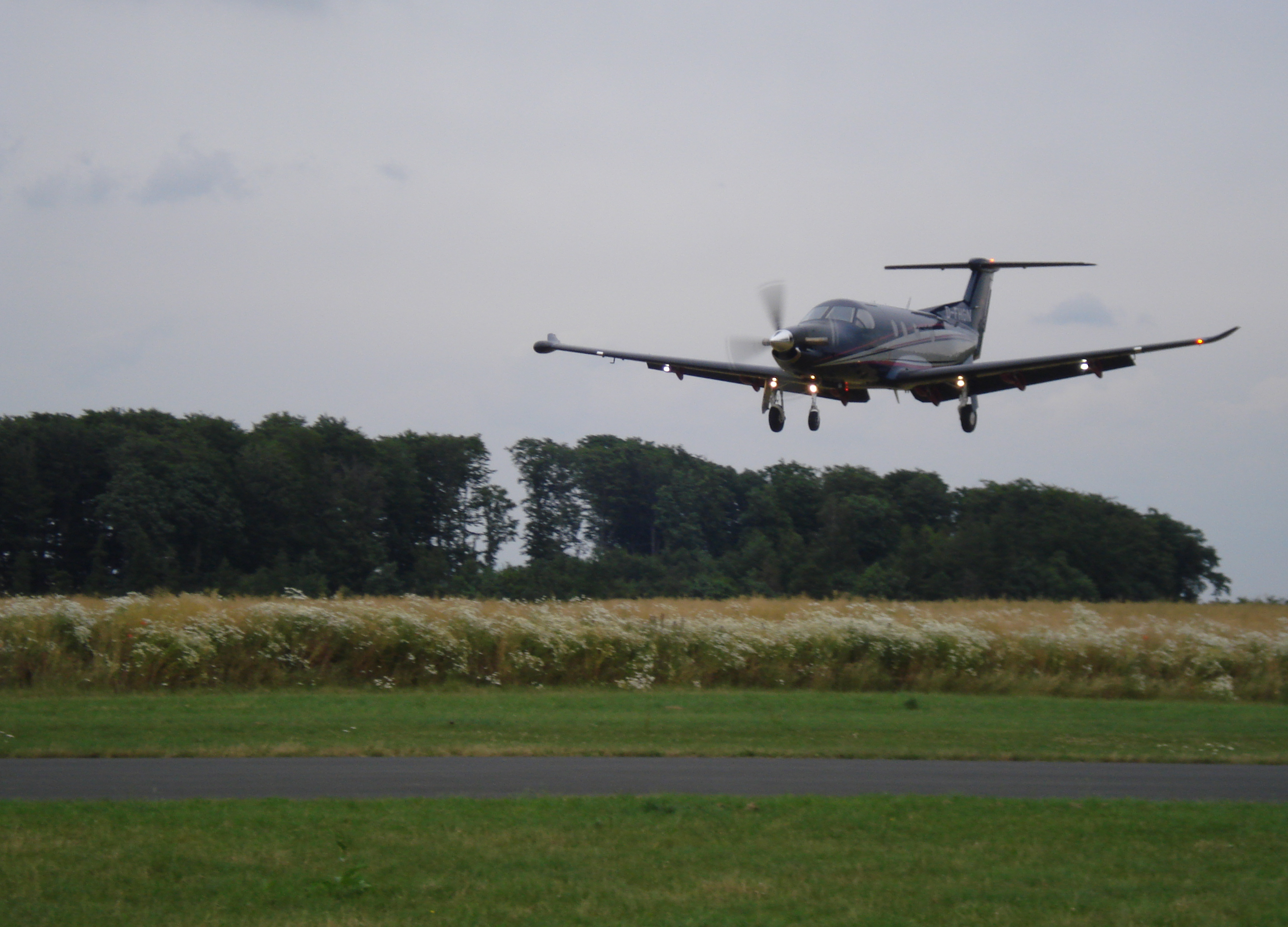
Pilatus PC-12 im Landeanflug

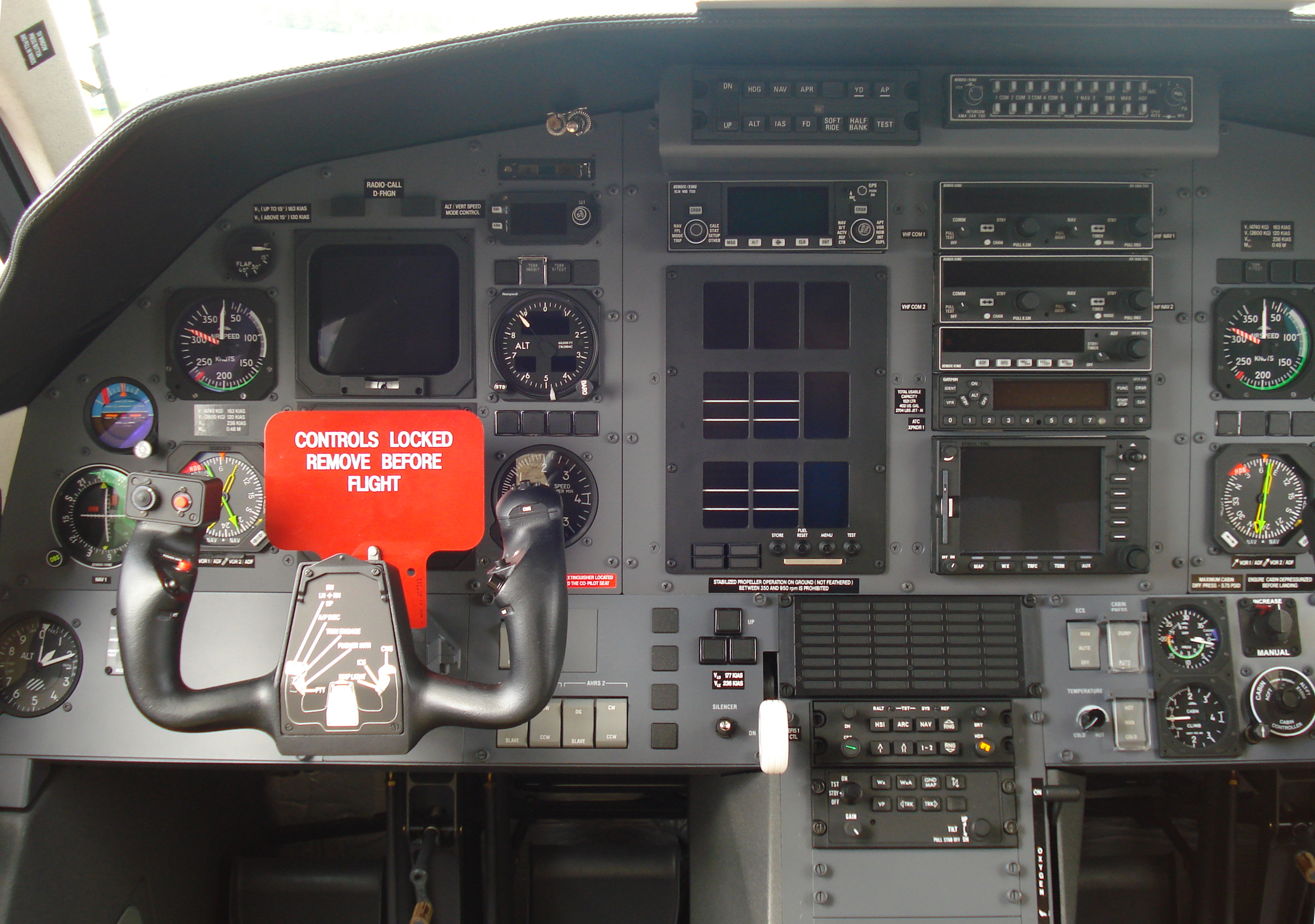
Cockpit einer PC-12

| Kabine                    | - 9,34 m³ (Frachtversion) - 5,95 m³ (Kombiversion mit vier Passagieren)     |
| Flügelfläche              | 25,81 m²                                                                    |
| Flügelstreckung           | 10,3                                                                        |
| Leermasse                 | 2974 kg                                                                     |
| max. Startmasse           | 4740 kg                                                                     |
| max. Reisegeschwindigkeit | 519 km/h                                                                    |
| mittlere Steigrate        | 9,75 m/s                                                                    |
| Dienstgipfelhöhe          | 9144 m                                                                      |
| Reichweite                | 2889 km                                                                     |
| Triebwerke                | eine Propellerturbine Pratt & Whitney Canada PT6A-67B mit 895 kW (1200 shp) |
| Preis:                    | ca. 4 bis 4,9 Mio. US-Dollar (Listenpreis, Stand 2015)                      |